# ديك باول
ديك باول (بالإنجليزية: Dick Powell)‏ (و. 1904 – 1963 م) هو ممثل، ومغني، ومخرج سينمائي، ومنتج أفلام، وعازف جاز، وممثل تلفزيوني، ورجل أعمال، من الولايات المتحدة الأمريكية، ولد في ماونتن فيو، كان عضوًا في الحزب الجمهوري، توفي عن عمر يناهز 59 عاماً بسبب لمفوما.

## وصلات خارجية
- ديك باول على موقع IMDb (الإنجليزية)
- ديك باول على موقع الموسوعة البريطانية (الإنجليزية)
- ديك باول على موقع ألو سيني (الفرنسية)
- ديك باول على موقع ميوزك برينز (الإنجليزية)
- ديك باول على موقع تيرنر كلاسيك موفيز (الإنجليزية)
- ديك باول على موقع أول موفي (الإنجليزية)
- ديك باول على موقع قاعدة بيانات الأفلام السويدية (السويدية)
- ديك باول على موقع إن إن دي بي (الإنجليزية)
- ديك باول على موقع ديسكوغز (الإنجليزية)
- ديك باول على موقع قاعدة بيانات الفيلم (الإنجليزية)